# Uloboridae
Los ulobóridos (Uloboridae) son una familia de arañas araneomorfas que tienen la particularidad de carecer de glándulas de veneno. Compensan esta deficiencia envolviendo a sus presas con mucha seguridad. Sus ojos son característicos: las arañas del género Uloborus tienen sus ojos formando dos líneas curvadas. La disposición ocular del género Hyptiotes es diferente al resto de las arañas: sus ojos posteriores son grandes y protuberantes y están situados en la línea media del prosoma, mientras que los anteriores están considerablemente separados del margen anterior de la cabeza.

## Distribución
Esta familia está distribuida en casi todo el mundo. Solo hay dos especies del Norte de Europa: Uloborus walckenaerius y Hyptiotes paradoxus.

## Géneros
- Ariston O. P-Cambridge, 1896 (América Central)
- Astavakra Lehtinen, 1967 (Filipinas)
- Conifaber Opell, 1982 (Sudamérica)
- Daramulunia Lehtinen, 1967 (Samoa, Fiji, New Hebrides)
- Hyptiotes Walckenaer, 1837 (Paleártico)
- Lubinella Opell, 1984 (Nueva Guinea)
- Miagrammopes O. P.-Cambridge, 1870 (América, Australasia)
- Octonoba Opell, 1979 (Rusia, Asia Central a Japón)
- Orinomana Strand, 1934 (Sudamérica)
- Philoponella Mello-Leitão, 1917 (África, América, Asia, Australia)
- Polenecia Lehtinen, 1967 (Mediterráneo a Azerbaiyán)
- Purumitra Lehtinen, 1967 (Australia, Filipinas)
- Siratoba Opell, 1979 (USA, México)
- Sybota Simon, 1892 (Sudamérica)
- Tangaroa Lehtinen, 1967 (Oceanía)
- Uloborus Latreille, 1806 (Todo el mundo)
- Waitkera Opell, 1979 (Nueva Zelanda)
- Zosis Walckenaer, 1842 (Pantropical)